# Yuki Nagahata
Yuki Nagahata (født 2. maj 1989) er en japansk fodboldspiller, som spiller for den japanske fodboldklub Kagoshima United FC.